# Divergent
Divergent és una pel·lícula estatunidenca de 2014 dirigida per Neil Burger i basada en la novel·la del mateix nom de Veronica Roth. La pel·lícula és la primera part d'una sèrie cinematogràfica i va ser produïda per Lucy Fisher, Pouya Shabazian i Douglas Wick, amb guió d'Evan Daugherty i Vanessa Taylor. És protagonitzada per Shailene Woodley, Theo James, Zoë Kravitz, Ansel Elgort, Maggie Q, Jai Courtney, Miles Teller i Kate Winslet.
La pel·lícula es va estrenar el 18 de març de 2014 als Estats Units i va arribar a les cartelleres catalanes el 30 d'abril del mateix any doblada al català gràcies al suport del Departament de Cultura de la Generalitat de Catalunya.

## Argument
Després d'una guerra que va devastar el món conegut, els fundadors d'una nova civilització van buscar una manera de garantir una pau duradora. El sistema escollit va ser dividir la societat en cinc grups: Franquesa, Abnegació, Intrepidesa, Erudició i Amistat. Per Beatrice (Amb el sobrenom Tris) ha arribat el moment d'escollir una d'aquestes faccions, però el resultat de la seva prova no resulta concloent. És una divergent i s'haurà d'amagar en una facció per sobreviure.
Escull Intrepidesa i ha de demostrar que pot romandre en aquest grup, superant proves físiques i mentals. Aquestes consisteixen a vèncer en una simulació els seus pitjors temors. Durant el procés coneix i s'enamora d'un instructor, Quatre, que resulta ser un altre divergent ocult.
La facció d'Erudició vol donar un cop d'estat i eliminar tots els divergents que l'amenaçarien. Per això dissenyen un sèrum que transforma en soldats sense voluntat els millors guerrers d'Intrepidesa, que assassinen els possibles dissidents i les faccions més febles. Beatrice veu morir la seva família mentre intenta escapar de la persecució, fins que aconsegueix aturar els plans d'Erudició i fugir amb Quatre.

## Protagonista
Shailene Woodley, Beatrice «Tris» Prior és un personatge fictici de la sèrie de llibres Divergent. Desenvolupa les funcions de protagonista i narradora de la història.
La Beatrice era una noia resident a Abnegació, on vivia amb els seus pares, Andrew i Natalie, i amb el seu germà, Caleb. En arribar als 16 anys va haver de participar en la cerimònia d'elecció, així com una prova d'aptitud per a conèixer a quina facció encaixaba millor. A la prova, va entrar dins d'una simulació i, al despertar, l'examinadora li va comunicar que tenia una alteració genètica per la qual era apta per a tres faccions. Li va advertir que no expliqués el seu estat a ningú, i que fingís tenir una vida normal.
El dia de la cerimònia d'elecció, la Tris, indecisa, acaba decidint ingressar a la facció d'Intrepidesa. Allà comença un dur procés d'iniciació físic, on practica el combat cos a cos o el tir amb arma de foc, i una part mental, on s'entrena en les pors de la gent.

## Repartiment
- Theo James: Tobias "Four" Eaton
- Ansel Elgort: Caleb Prior
- Tony Goldwyn: Andrew Prior
- Ashley Judd: Natalie Prior
- Ray Stevenson: Marcus Eaton
- Kate Winslet: Jeanine Matthews
- Zoë Kravitz: Christina
- Maggie Q: Tori
- Jai Courtney: Eric
- Mekhi Phifer: Max
- Miles Teller: Peter
- Ben Lamb: Edward
- Ben Lloyd-Hughes: Will
- Christian Madsen: Al
- Amy Newbold: Molly Atwood
- Justine Wachsberger: Lauren

## Producció
Summit Entertainment comprà els drets de la novel·la l'octubre de 2012, encarregant-se de la producció de la pel·lícula Lucy Fisher, Pouya Shabazian i Douglas Wick.
El 20 d'abril, Veronica Roth confirmà al seu blog que el personatge de l'Uriah no apareixeria a la història de la primera pel·lícula, però sí a l'adaptació de The Divergent Series: Insurgent.

### Càsting
El novembre de 2012 es donà a conèixer que Shailene Woodley interpretaria el personatge principal, Beatrice Prior. El gener del 2013 s'informà que la guanyadora de l'Òscar Kate Winslet s'uniria al repartiment, poc després es confirmà que interpretaria la Jeannine Matthews. L'11 de març, Maggie Q, Zoë Kravitz i Ansel Elgort foren confirmats dins del repartiment com en Tori, la Christina i en Caleb Prior, respectivament. L'australià Jai Courtney fou confirmat per interpretar el paper de l'Eric el 14 de març i un dia després s'anuncià que l'anglès Theo James interpretaria en Tobies Eaton. El 25 de març es feu oficial que els actors Ben Lloyd-Hughes, Ben Lamb i Christian Madsen s'unien al repartiment per interpretar en Will, l'Edward i l'Al respectivament. El 9 d'abril s'informà de la incorporació de Mekhi Phifer com en Max i de Ray Stevenson com Marcus Eaton. El 16 d'abril, Tony Goldwyn i Ashley Judd foren confirmats en els papers d'Andrew i Natalie Prior, els pares de la Tris.

### Gravació
La gravació començà l'1 d'abril de 2013 i acabà el 16 de juliol del mateix any a la ciutat de Chicago. Moltes de les localitzacions interiors foren gravades al Cinespace Chicago Film Studios, mentre que la Seventeenth Church of Christ fou emprada per a les escenes de la cerimònia de l'elecció. El rodatge també tingué lloc a la sínia de Navy Pier, on tota la zona fou coberta amb brutícia i òxid perquè semblés més distòpica. Escenes addicionals es gravaren als carrers i a l'Avinguda Ellis, prop de la Universitat de Chicago, a més de la Federal Street i l'Avinguda Michigan.
Per al sector d'Abnegació l'equip de producció construí el set de filmació al carrer Wells, al centre de Chicago. A finals de juny, el rodatge tingué lloc el 1500 S Western Avenue i al 600 S. Wells Street. Per a les últimes escenes, el rodatge es traslladà al riu Chicago i continuà al Lake Street Bridge, Wacker Drive i LaSalle Street Bridge. La gravació acabà el 16 de juliol de 2013, tanmateix, el 24 de gener de 2014 un rodatge addicional es dugué a terme a Los Angeles i acabà el 26 de gener, que es convertí oficialment en l'últim dia de gravació.